# Rift (datorspel)
Rift (tidigare känt som Rift: Planes of Telara) är ett datorspel i MMORPG-genren utvecklat av Trion Worlds som släpptes mars 2011. Rift blev Free-To-Play den 12 juni 2013.
Spelet utspelar sig i världen Telara. Liksom World of Warcraft kan spelarna välja att spela mellan två sidor, The Guardians och The Defiants med vardera 4 raser man kan spela. I spelet finns 4 olika klasser, Warrior, Cleric, Rogue och Mage.